# Мордухай-Болтовской, Дмитрий Дмитриевич
Дми́трий Дми́триевич Мордуха́й-Болтовско́й (27 июля [8 августа] 1876, Павловск, Санкт-Петербургская губерния — 7 февраля 1952, Ростов-на-Дону) — русский математик, историк математики, методист, педагог, психолог, философ.
Основатель математической школы Ростова-на-Дону.
Опубликовал более 300 научных работ по самым различным разделам математики: математический анализ, теория чисел, дифференциальная и проективная геометрия, теория дифференциальных уравнений (в частности, проблема интегрирования в квадратурах), математическая логика, а также по истории математики, философским вопросам математики и методике преподавания. В области истории математики его крупнейшим вкладом считается академическое издание комментированного русского перевода «Начал» Евклида и «Математических трудов» Ньютона.

## Биография
Д. Д. Мордухай-Болтовской родился в городе Павловске Петербургской губернии в семье инженера путей сообщения. Происходит из старинного дворянского рода Мордухай-Болтовских.
Среднее образование получил в С.-Петербургской 1-й классической гимназии, которую окончил в 1894 г. По окончании гимназии поступил на физико-математический факультет Петербургского университета и окончил его в 1898 году.
Работал вначале в Варшавском политехническом институте, где с 1899 года стал штатным профессором. В 1901 году защитил в Петербурге магистерскую диссертацию. В 1906 году женился на Людмиле Филаретовне Ганжулевич, дочери варшавского судьи. В этом же году вместе с частью института был откомандирован в Новочеркасск, где преподавал в Донском политехническом институте. В 1909 году был избран профессором математики Варшавского университета.
В 1910 году представил свою работу «Об интегрировании в конечном виде линейных дифференциальных уравнений», содержавшую продолжение и развитие идей Лиувилля о решении дифференциальных уравнений в квадратурах, на соискание степени доктора математики. Однако эта работа получила несколько отрицательных отзывов, в частности, профессор Харьковского университета Ц. К. Руссьян оценил её как «недостаточную» для получения степени доктора чистой математики. По некоторым сведениям, отрицательное отношения высказал и имевший большое влияние математик В. А. Стеклов. В результате диссертация так и не была защищена.

Мемориальная доска, установленная в Ростове-на-Дону

В 1915 году, когда немецкие войска оккупировали Польшу, Варшавский университет был эвакуирован в Ростов-на-Дону и остался там навсегда. Д. Д. Мордухай-Болтовской переселился в Ростов-на-Дону и работал там в университете почти всю жизнь, вплоть до эвакуации в годы Великой Отечественной войны. В 1935 году ему было присвоено звание доктора физико-математических наук без защиты диссертации.
Последние годы жизни (1950—1952) Д. Д. Мордухай-Болтовской жил в Пятигорске, преподавал в пединституте.

## Вклад в науку
В 1910 году Мордухай-Болтовским был обобщён критерий Лиувилля разрешимости дифференциального уравнения в квадратурах; этот обобщённый критерий носит имя Лиувилля — Мордухай-Болтовского.
Развил начертательную геометрию в пространстве Лобачевского. Исследовал трансцендентные числа, имея в виду решение 7-й проблемы Гильберта.
Осуществил перевод на русский язык с греческого всех 15 книг «Начал» Евклида (издание ГИТТЛ, 1948—50 гг.), добавив к ним 645 страниц комментариев.

## В художественной литературе
Д. Д. Мордухай-Болтовской упоминается в повести И. Грековой «На испытаниях».
… — А знаете, — снова заговорил Сиверс, — я по этому поводу вспомнил одну историю про Дмитрия Дмитрича Мордухай-Болтовского, был такой профессор, математик. Случилась эта история то ли в двадцать втором, то ли в двадцать третьем году. В университете, где Дмитрий Дмитрич имел кафедру, проходила очередная кампания по выявлению классово-чуждых элементов. Раздали анкеты. Дмитрий Дмитрич возьми да и напиши в графе «сословная принадлежность до революции»: дворянин, мол, но это неправильно, потому что по справедливости род Мордухай-Болтовских княжеский; что интригами царского правительства княжеский титул был у рода отнят и что он просит советскую власть его восстановить: «Бывший князь, — пишет, — это все равно как бывший пудель». Что тут началось — вы себе представляете. Старика отовсюду поперли в три шеи. Он и сам понял, что сглупил, но было уже поздно. Совсем бы ему плохо пришлось, если бы не одно обстоятельство. Дело в том, что семья Болтовских не раз прятала Михаила Ивановича Калинина от полиции. Так вот, когда вся эта история разразилась, поехал Дмитрий Дмитрич в Москву к Михаилу Ивановичу на приём: «Так и так, мол, заступись, гонят меня отовсюду». Михаил Иванович, конечно, его принял, выслушал, обещал помочь. Сидят они друг против друга — старое вспоминают. И говорит Михаил Иванович Калинин: «Дмитрий Дмитрич! А помните, как вы мне тогда говорили: „Брось, Миша! Лбом стену не прошибёшь!“ — „Помню“. — „А ведь прошибли-таки, Дмитрий Дмитрич“…»
Д. Д. Мордухай-Болтовской выведен под именем университетского профессора Дмитрия Дмитриевича Горяинова-Шаховского в романе А. И. Солженицына «В круге первом»
Да, ну а гордость-то наша — Дмитрий Дмитрич! Горяинов-Шаховской!? 

Горяинов-Шаховской! Маленький старик, уже неопрятный от глубокой старости, то перемажет мелом свою чёрную вельветовую куртку, то тряпку от доски положит в карман вместо носового платка. Живой анекдот, собранный из многочисленных «профессорских» анекдотов, душа Варшавского императорского университета, переехавшего в девятьсот пятнадцатом в коммерческий Ростов как на кладбище. Полвека научной работы, поднос поздравительных телеграмм — из Милуоки, Кейптауна, Йокогамы. А в 30-м году, когда университет перестряпали в «индустриально-педагогический институт» — был вычищен пролетарской комиссией по чистке как элемент буржуазно-враждебный. И ничто не могло б его спасти, если б не личное знакомство с Калининым — говорили, будто отец Калинина был крепостным у отца профессора. Так или нет, но съездил Горяинов в Москву и привёз указание: этого не трогать! 

И не стали трогать. До того стали не трогать, что вчуже становилось страшно: то напишет исследование по естествознанию с математическим доказательством бытия Бога. То на публичной лекции о своём кумире Ньютоне прогудит из-под жёлтых усов: 

— Тут мне прислали записку: «Маркс написал, что Ньютон — материалист, а вы говорите — идеалист.» Отвечаю: Маркс передёргивает. Ньютон верил в Бога, как всякий крупный учёный. 

Ужасно было записывать его лекции! Стенографистки приходили в отчаяние! По слабости ног усевшись у самой доски, к ней лицом, к аудитории спиной, он правой рукой писал, левой следом стирал — и всё время что-то непрерывно бормотал сам с собой. Понять его идеи во время лекции было совершенно исключено. Но когда Нержину с товарищем удавалось вдвоём, деля работу, записать, а за вечер разобрать — душу осеняло нечто, как мерцание звёздного неба. 

Так что же с ним?.. При бомбёжке города старика контузило, полуживого увезли в Киргизию.
и в поэме «Дороженька»
К столу хозяйка подводила

Старинного любимца дома,

Механика и астронома,

Горяинова-Шаховского.

Седой полнеющий старик,

Учёный с титлом мирового,

Владелец шапочек и мантий,

Известный автор многих книг,

Не утерял ещё таланта

Прикрывши грудь волной салфетки,

Следить за вкусами соседки <…>

И оживлённо средь мужчин

Поговорить о Лиге Наций,

О том, куда идёт страна,

И о записках Шульгина.

## Адреса в Санкт-Петербурге
- 1889—1896 — квартира в доходном доме — Соляной переулок, 7

## Публикации

### История математики
- Мордухай-Болтовской Д. Д. Из истории метода наложения в элементарной геометрии // Математическое образование. — 1928. — № 3. — С. 107—113. Архивировано 24 декабря 2016 года.
- Ньютон Исаак. Математические работы. / Пер. с латин., введ. и комм. Д. Д. Мордухай-Болтовского. М.-Л.: ОНТИ, 1937.
- Начала Евклида. / Пер.с греч. и комм. Д. Д. Мордухая-Болтовского под ред. М. Я. Выгодского и И. Н. Веселовского. М.-Л.: ГИТТЛ, Т.1. 1948 Архивная копия от 11 августа 2011 на Wayback Machine; Т.2 1949 Архивная копия от 18 сентября 2011 на Wayback Machine; Т.3 1950 Архивная копия от 20 сентября 2011 на Wayback Machine.
- Мордухай-Болтовской Д. Д. Из прошлого аналитической геометрии // Тр. Ин-та истории естествознании АН СССР. — 1952. — Т. 4. — С. 217—235. Архивировано 19 декабря 2016 года.
- Мордухай-Болтовской Д. Д. Философия. Психология. Математика. / Сост., предисл., библ., прим. А. В. Родина. М.: Серебряные нити, 1998. — ISBN 5-89163-009-5
- Статьи Мордухай-Болтовского в В.О.Ф.Э.М.
  - О геометрических построениях с помощью линейки при условии, что дана неизменная дуга круга с центром (1910 г., выпуск № 522, стр. 137—146)
  - О моделях ко второй книге «Начал» Евклида (1916 г., выпуск № 655—656, стр. 145—162)
  - Теория подобия Христиана Вольфа и постулат Левека (1917 г., выпуск № 673—674, стр. 1—13)

### Публицистика
- Мордухай-Болтовской Д. Д. «Буква Ѣ», 1917.
- Мордухай-Болтовской Д. Д. Поход на интеллигенцию // Историко-математические исследования. — М.: Янус-К, 2007. — № 47 (12). — С. 346—350.